# Seznam obcí v departementu Cher

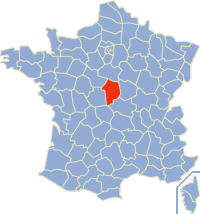
Cher

Toto je seznam obcí v departementu Cher ve Francii, jichž je celkem 290:
| INSEE | PSČ   | Obec                        |
| ----- | ----- | --------------------------- |
| 18001 | 18250 | Achères                     |
| 18002 | 18200 | Ainay-le-Vieil              |
| 18003 | 18220 | Les Aix-d'Angillon          |
| 18004 | 18110 | Allogny                     |
| 18005 | 18500 | Allouis                     |
| 18006 | 18340 | Annoix                      |
| 18007 | 18150 | Apremont-sur-Allier         |
| 18008 | 18340 | Arçay                       |
| 18009 | 18200 | Arcomps                     |
| 18010 | 18170 | Ardenais                    |
| 18011 | 18410 | Argent-sur-Sauldre          |
| 18012 | 18140 | Argenvières                 |
| 18013 | 18200 | Arpheuilles                 |
| 18014 | 18260 | Assigny                     |
| 18015 | 18700 | Aubigny-sur-Nère            |
| 18016 | 18220 | Aubinges                    |
| 18017 | 18600 | Augy-sur-Aubois             |
| 18018 | 18520 | Avord                       |
| 18019 | 18220 | Azy                         |
| 18020 | 18300 | Bannay                      |
| 18021 | 18210 | Bannegon                    |
| 18022 | 18260 | Barlieu                     |
| 18023 | 18800 | Baugy                       |
| 18024 | 18370 | Beddes                      |
| 18025 | 18320 | Beffes                      |
| 18026 | 18240 | Belleville-sur-Loire        |
| 18027 | 18520 | Bengy-sur-Craon             |
| 18028 | 18500 | Berry-Bouy                  |
| 18029 | 18210 | Bessais-le-Fromental        |
| 18030 | 18410 | Blancafort                  |
| 18031 | 18350 | Blet                        |
| 18032 | 18240 | Boulleret                   |
| 18033 | 18000 | Bourges                     |
| 18034 | 18200 | Bouzais                     |
| 18035 | 18220 | Brécy                       |
| 18036 | 18120 | Brinay                      |
| 18037 | 18410 | Brinon-sur-Sauldre          |
| 18038 | 18200 | Bruère-Allichamps           |
| 18039 | 18300 | Bué                         |
| 18040 | 18130 | Bussy                       |
| 18041 | 18360 | La Celette                  |
| 18042 | 18200 | La Celle                    |
| 18043 | 18160 | La Celle-Condé              |
| 18044 | 18120 | Cerbois                     |
| 18045 | 18130 | Chalivoy-Milon              |
| 18046 | 18190 | Chambon                     |
| 18047 | 18380 | La Chapelle-d'Angillon      |
| 18048 | 18150 | La Chapelle-Hugon           |
| 18049 | 18140 | La Chapelle-Montlinard      |
| 18050 | 18570 | La Chapelle-Saint-Ursin     |
| 18051 | 18250 | La Chapelotte               |
| 18052 | 18210 | Charenton-du-Cher           |
| 18053 | 18140 | Charentonnay                |
| 18054 | 18350 | Charly                      |
| 18055 | 18290 | Chârost                     |
| 18056 | 18800 | Chassy                      |
| 18057 | 18370 | Châteaumeillant             |
| 18058 | 18190 | Châteauneuf-sur-Cher        |
| 18059 | 18170 | Le Châtelet                 |
| 18060 | 18350 | Chaumont                    |
| 18061 | 18140 | Chaumoux-Marcilly           |
| 18062 | 18150 | Le Chautay                  |
| 18063 | 18190 | Chavannes                   |
| 18064 | 18120 | Chéry                       |
| 18065 | 18160 | Chezal-Benoît               |
| 18066 | 18290 | Civray                      |
| 18067 | 18410 | Clémont                     |
| 18068 | 18130 | Cogny                       |
| 18069 | 18200 | Colombiers                  |
| 18070 | 18260 | Concressault                |
| 18071 | 18130 | Contres                     |
| 18072 | 18350 | Cornusse                    |
| 18073 | 18190 | Corquoy                     |
| 18074 | 18300 | Couargues                   |
| 18075 | 18320 | Cours-les-Barres            |
| 18076 | 18210 | Coust                       |
| 18077 | 18140 | Couy                        |
| 18078 | 18190 | Crézançay-sur-Cher          |
| 18079 | 18300 | Crézancy-en-Sancerre        |
| 18080 | 18350 | Croisy                      |
| 18081 | 18340 | Crosses                     |
| 18082 | 18150 | Cuffy                       |
| 18083 | 18270 | Culan                       |
| 18084 | 18260 | Dampierre-en-Crot           |
| 18085 | 18310 | Dampierre-en-Graçay         |
| 18086 | 18200 | Drevant                     |
| 18087 | 18130 | Dun-sur-Auron               |
| 18088 | 18380 | Ennordres                   |
| 18089 | 18360 | Épineuil-le-Fleuriel        |
| 18090 | 18800 | Étréchy                     |
| 18091 | 18200 | Farges-Allichamps           |
| 18092 | 18800 | Farges-en-Septaine          |
| 18093 | 18360 | Faverdines                  |
| 18094 | 18300 | Feux                        |
| 18095 | 18350 | Flavigny                    |
| 18096 | 18500 | Foëcy                       |
| 18097 | 18110 | Fussy                       |
| 18098 | 18300 | Gardefort                   |
| 18099 | 18140 | Garigny                     |
| 18100 | 18310 | Genouilly                   |
| 18101 | 18150 | Germigny-l'Exempt           |
| 18102 | 18600 | Givardon                    |
| 18103 | 18310 | Graçay                      |
| 18104 | 18140 | Groises                     |
| 18105 | 18800 | Gron                        |
| 18106 | 18600 | Grossouvre                  |
| 18107 | 18200 | La Groutte                  |
| 18108 | 18150 | La Guerche-sur-l'Aubois     |
| 18109 | 18250 | Henrichemont                |
| 18110 | 18140 | Herry                       |
| 18111 | 18250 | Humbligny                   |
| 18112 | 18170 | Ids-Saint-Roch              |
| 18113 | 18350 | Ignol                       |
| 18114 | 18160 | Ineuil                      |
| 18115 | 18380 | Ivoy-le-Pré                 |
| 18116 | 18300 | Jalognes                    |
| 18117 | 18260 | Jars                        |
| 18118 | 18320 | Jouet-sur-l'Aubois          |
| 18119 | 18130 | Jussy-Champagne             |
| 18120 | 18140 | Jussy-le-Chaudrier          |
| 18121 | 18130 | Lantan                      |
| 18122 | 18340 | Lapan                       |
| 18123 | 18800 | Laverdines                  |
| 18124 | 18120 | Lazenay                     |
| 18125 | 18240 | Léré                        |
| 18126 | 18340 | Levet                       |
| 18127 | 18160 | Lignières                   |
| 18128 | 18120 | Limeux                      |
| 18129 | 18340 | Lissay-Lochy                |
| 18130 | 18170 | Loye-sur-Arnon              |
| 18131 | 18350 | Lugny-Bourbonnais           |
| 18132 | 18140 | Lugny-Champagne             |
| 18133 | 18400 | Lunery                      |
| 18134 | 18120 | Lury-sur-Arnon              |
| 18135 | 18170 | Maisonnais                  |
| 18136 | 18170 | Marçais                     |
| 18137 | 18290 | Mareuil-sur-Arnon           |
| 18138 | 18500 | Marmagne                    |
| 18139 | 18320 | Marseilles-lès-Aubigny      |
| 18140 | 18120 | Massay                      |
| 18141 | 18500 | Mehun-sur-Yèvre             |
| 18142 | 18200 | Meillant                    |
| 18143 | 18320 | Menetou-Couture             |
| 18144 | 18300 | Menetou-Râtel               |
| 18145 | 18510 | Menetou-Salon               |
| 18146 | 18300 | Ménétréol-sous-Sancerre     |
| 18147 | 18700 | Ménétréol-sur-Sauldre       |
| 18148 | 18120 | Méreau                      |
| 18149 | 18380 | Méry-ès-Bois                |
| 18150 | 18100 | Méry-sur-Cher               |
| 18151 | 18250 | Montigny                    |
| 18152 | 18160 | Montlouis                   |
| 18153 | 18170 | Morlac                      |
| 18154 | 18350 | Mornay-Berry                |
| 18155 | 18600 | Mornay-sur-Allier           |
| 18156 | 18220 | Morogues                    |
| 18157 | 18570 | Morthomiers                 |
| 18158 | 18390 | Moulins-sur-Yèvre           |
| 18159 | 18330 | Nançay                      |
| 18160 | 18350 | Nérondes                    |
| 18161 | 18600 | Neuilly-en-Dun              |
| 18162 | 18250 | Neuilly-en-Sancerre         |
| 18163 | 18250 | Neuvy-Deux-Clochers         |
| 18164 | 18600 | Neuvy-le-Barrois            |
| 18165 | 18330 | Neuvy-sur-Barangeon         |
| 18166 | 18390 | Nohant-en-Goût              |
| 18167 | 18310 | Nohant-en-Graçay            |
| 18168 | 18260 | Le Noyer                    |
| 18169 | 18200 | Nozières                    |
| 18170 | 18700 | Oizon                       |
| 18171 | 18200 | Orcenais                    |
| 18172 | 18200 | Orval                       |
| 18173 | 18130 | Osmery                      |
| 18174 | 18390 | Osmoy                       |
| 18175 | 18350 | Ourouer-les-Bourdelins      |
| 18176 | 18220 | Parassy                     |
| 18177 | 18130 | Parnay                      |
| 18178 | 18200 | La Perche                   |
| 18179 | 18110 | Pigny                       |
| 18180 | 18340 | Plaimpied-Givaudins         |
| 18181 | 18290 | Plou                        |
| 18182 | 18290 | Poisieux                    |
| 18183 | 18210 | Le Pondy                    |
| 18184 | 18140 | Précy                       |
| 18185 | 18380 | Presly                      |
| 18186 | 18120 | Preuilly                    |
| 18187 | 18370 | Préveranges                 |
| 18188 | 18400 | Primelles                   |
| 18189 | 18110 | Quantilly                   |
| 18190 | 18120 | Quincy                      |
| 18191 | 18130 | Raymond                     |
| 18192 | 18270 | Reigny                      |
| 18193 | 18170 | Rezay                       |
| 18194 | 18220 | Rians                       |
| 18195 | 18600 | Sagonne                     |
| 18196 | 18600 | Saint-Aignan-des-Noyers     |
| 18197 | 18200 | Saint-Amand-Montrond        |
| 18198 | 18290 | Saint-Ambroix               |
| 18199 | 18160 | Saint-Baudel                |
| 18200 | 18300 | Saint-Bouize                |
| 18201 | 18400 | Saint-Caprais               |
| 18202 | 18220 | Saint-Céols                 |
| 18203 | 18270 | Saint-Christophe-le-Chaudry |
| 18204 | 18130 | Saint-Denis-de-Palin        |
| 18205 | 18230 | Saint-Doulchard             |
| 18208 | 18240 | Sainte-Gemme-en-Sancerrois  |
| 18206 | 18110 | Saint-Éloy-de-Gy            |
| 18222 | 18340 | Sainte-Lunaise              |
| 18227 | 18700 | Sainte-Montaine             |
| 18235 | 18220 | Sainte-Solange              |
| 18237 | 18500 | Sainte-Thorette             |
| 18207 | 18400 | Saint-Florent-sur-Cher      |
| 18209 | 18200 | Saint-Georges-de-Poisieux   |
| 18210 | 18100 | Saint-Georges-sur-la-Prée   |
| 18211 | 18110 | Saint-Georges-sur-Moulon    |
| 18212 | 18340 | Saint-Germain-des-Bois      |
| 18213 | 18390 | Saint-Germain-du-Puy        |
| 18214 | 18100 | Saint-Hilaire-de-Court      |
| 18215 | 18320 | Saint-Hilaire-de-Gondilly   |
| 18216 | 18160 | Saint-Hilaire-en-Lignières  |
| 18217 | 18370 | Saint-Jeanvrin              |
| 18218 | 18340 | Saint-Just                  |
| 18219 | 18330 | Saint-Laurent               |
| 18220 | 18140 | Saint-Léger-le-Petit        |
| 18221 | 18190 | Saint-Loup-des-Chaumes      |
| 18223 | 18110 | Saint-Martin-d'Auxigny      |
| 18224 | 18140 | Saint-Martin-des-Champs     |
| 18225 | 18270 | Saint-Maur                  |
| 18226 | 18390 | Saint-Michel-de-Volangis    |
| 18228 | 18310 | Saint-Outrille              |
| 18229 | 18110 | Saint-Palais                |
| 18230 | 18170 | Saint-Pierre-les-Bois       |
| 18231 | 18210 | Saint-Pierre-les-Étieux     |
| 18232 | 18370 | Saint-Priest-la-Marche      |
| 18233 | 18300 | Saint-Satur                 |
| 18234 | 18370 | Saint-Saturnin              |
| 18236 | 18190 | Saint-Symphorien            |
| 18238 | 18360 | Saint-Vitte                 |
| 18239 | 18800 | Saligny-le-Vif              |
| 18240 | 18140 | Sancergues                  |
| 18241 | 18300 | Sancerre                    |
| 18242 | 18600 | Sancoins                    |
| 18243 | 18240 | Santranges                  |
| 18244 | 18290 | Saugy                       |
| 18245 | 18360 | Saulzais-le-Potier          |
| 18246 | 18240 | Savigny-en-Sancerre         |
| 18247 | 18390 | Savigny-en-Septaine         |
| 18248 | 18340 | Senneçay                    |
| 18249 | 18300 | Sens-Beaujeu                |
| 18250 | 18190 | Serruelles                  |
| 18251 | 18140 | Sévry                       |
| 18252 | 18270 | Sidiailles                  |
| 18253 | 18220 | Soulangis                   |
| 18254 | 18340 | Soye-en-Septaine            |
| 18255 | 18570 | Le Subdray                  |
| 18256 | 18260 | Subligny                    |
| 18258 | 18300 | Sury-en-Vaux                |
| 18259 | 18260 | Sury-ès-Bois                |
| 18257 | 18240 | Sury-près-Léré              |
| 18260 | 18350 | Tendron                     |
| 18261 | 18210 | Thaumiers                   |
| 18262 | 18300 | Thauvenay                   |
| 18263 | 18100 | Thénioux                    |
| 18264 | 18260 | Thou                        |
| 18265 | 18320 | Torteron                    |
| 18266 | 18160 | Touchay                     |
| 18267 | 18570 | Trouy                       |
| 18268 | 18190 | Uzay-le-Venon               |
| 18269 | 18260 | Vailly-sur-Sauldre          |
| 18270 | 18190 | Vallenay                    |
| 18271 | 18110 | Vasselay                    |
| 18272 | 18300 | Veaugues                    |
| 18273 | 18190 | Venesmes                    |
| 18274 | 18300 | Verdigny                    |
| 18275 | 18600 | Vereaux                     |
| 18276 | 18210 | Vernais                     |
| 18277 | 18210 | Verneuil                    |
| 18278 | 18360 | Vesdun                      |
| 18279 | 18100 | Vierzon                     |
| 18280 | 18110 | Vignoux-sous-les-Aix        |
| 18281 | 18500 | Vignoux-sur-Barangeon       |
| 18282 | 18800 | Villabon                    |
| 18283 | 18160 | Villecelin                  |
| 18284 | 18260 | Villegenon                  |
| 18285 | 18400 | Villeneuve-sur-Cher         |
| 18286 | 18800 | Villequiers                 |
| 18287 | 18300 | Vinon                       |
| 18288 | 18340 | Vorly                       |
| 18289 | 18130 | Vornay                      |
| 18290 | 18330 | Vouzeron                    |